# Mustangs de Calgary
Les Mustangs de Calgary (en anglais : Calgary Mustangs) sont un ancien club canadien de soccer, basé à Calgary en Alberta, et fondé en 1983 disparaissant cette même année avant de renaître en 2001 jusqu'à l'issue de la saison 2004. Après une saison prolifique en Premier Development League en 2001, la franchise entre en A-League où les résultats sont médiocres jusqu'à la dissolution en 2004.

## Histoire

### Les Mustangs en CPSL
À l'origine, une franchise baptisée Calgary Mustangs évolue dans la Canadian Professional Soccer League (CPSL) originale pour la saison 1983, la seule et unique de cette ligue. Finalement, les Mustangs terminent en cinquième position tandis que six équipes s'affrontent.

### Renaissance du soccer à Calgary
En 2001, la ville de Calgary accueille le Calgary Storm qui évolue alors en Premier Development League (PDL). À l'issue de cette première saison, le Storm termine en tête de sa division et échoue en finale des séries face aux Flames de Westchester.
Pour la saison 2002, le Storm passe en seconde division, la A-League et, en 2004, change son identité en se renommant en Calgary Mustangs. À la suite de la saison 2004, la A-League diffuse un communiqué de presse au sujet du non-retour des Mustangs. Peu après, les propriétaires affirment eux-mêmes que la franchise est désormais dissoute. Pour sa dernière saison, l'équipe compte dans ses rangs Lutz Pfannenstiel, le seul joueur à avoir joué dans toutes les confédérations reconnues par la FIFA.
L'équipe n'a jamais obtenu un soutien populaire dans la région de Calgary et ne s'est pas imposé sur le marché sportif de la région. Au Foothills Stadium, les performances de l'équipe regroupent une moyenne de 2 003 spectateurs par rencontres pour une ville qui héberge pourtant 900 000 habitants.

### Historique du logo

Logo du Calgary Storm en 2002
Logo du Calgary Storm en 2003
Logo des Calgary Mustangs en 2004
Logo alternatif des Calgary Mustangs en 2004

### Palmarès
| Compétitions nationales                                |
| - En PDL : - Champion de la Northwest Division en 2001 |

## Saisons
| Année     | Ligue              | Niv.               | Saison régulière   | Séries             | Affluence          | Open Canada Cup    |
| --------- | ------------------ | ------------------ | ------------------ | ------------------ | ------------------ | ------------------ |
| 1983      | CPSL               | 2                  | 5e                 | Pas de séries      |                    | Pas de coupe       |
| 1984-2000 | Franchise dissoute | Franchise dissoute | Franchise dissoute | Franchise dissoute | Franchise dissoute | Franchise dissoute |
| 2001      | PDL                | 4                  | 1er, Northwest     | Finale             | 2 003              | Non qualifié       |
| 2002      | A-League           | 2                  | 5e, Pacific        | Non qualifié       | 1 458              | Troisième tour     |
| 2003      | A-League           | 2                  | 4e, Pacific        | Non qualifié       | 1 070              | Non qualifié       |
| 2004      | A-League           | 2                  | 7e, Western        | Non qualifié       | 1 258              | Non qualifié       |

## Personnel

### Joueurs notables
| - Geert Brusselers - Sean Fraser | - Chris Kooy - Nikolas Ledgerwood | - Mesut Mert - Walter Otta | - Lutz Pfannenstiel - Sergei Raad | - Conrad Smith |

### Entraîneurs
Pour la saison 2004, c'est Thomas Niendorf qui mène les Mustangs en A-League après avoir été nommé à l'automne précédent.

## Stades
- Stade Mewata à Calgary (1983) ;
- Foothills Stadium à Calgary (2001 à 2003) ;
- Stade McMahon de l'Université de Calgary à Calgary (2004).